# Mária Remeňová
Mária Remeňová (* 27. Juli 2000 in Dolný Kubín, Žilinský kraj) ist eine slowakische Biathletin, die seit 2020 im Weltcup startet.

## Karriere
Mária Remeňová gab ihr internationales Debüt im Dezember 2017 bei einem Rennen im Rahmen des IBU-Junior-Cup, in der gleichen Saison nahm sie zudem an den Jugendweltmeisterschaften teil und belegte unter anderem Rang 27 in der Verfolgung. Bis Anfang 2020 startete die Slowakin nur bei Wettkämpfen auf Juniorenebene, hatte dabei aber mäßigen Erfolg. Im Januar 2020 gab sie in Osrblie in ihrem Heimatland schließlich ihr Debüt im IBU-Cup und belegte die Ränge 50 und 74 in Einzel und Sprint. Nachdem Remeňová zu Beginn des Winters 2020/21 erstmals regulär im IBU-Cup eingesetzt worden war und dabei in Osrblie auch erstmals Ranglistenpunkte gewonnen hatte, startete sie im März 2021 in Nové Město na Moravě erstmals im Weltcup und schloss das Staffelrennen zusammen mit Ivona und Paulína Fialková sowie Veronika Machyniaková auf Rang 15 ab. Weiterhin startete sie bei drei Sprintrennen und erzielte in Nové Město als Bestergebnis einen 88. Platz. Nach zwei Top-40-Platzierungen im IBU-Cup zu Beginn der neuen Saison wurde die Slowakin schnell in den Weltcupkader berufen und konnte sich durchaus verbessern, beispielsweise belegte sie in Oberhof Rang 65 im Sprint. Bei den Europameisterschaften erreichte sie zwei Ergebnisse unter den besten 40, beim drittletzten Weltcupwochenende in Kontiolahti nach Sprintrang 59 schließlich auch ihr erstes Verfolgungsrennen auf der höchsten Wettkampfebene. Für die Olympischen Spiele wurden weder sie noch ihre Schwester Zuzana trotz vergleichsweise guter Ergebnisse nicht nominiert.
Drei weitere Male unter den besten Sechzig klassierte sich Remeňová im Winter 2022/23, ein gutes Ergebnis gelang ihr auch mit der Damenstaffel in Hochfilzen, wo sie ohne Nachlader blieb und am Ende Rang elf resultierte. Außerdem nahm sie erstmals an Weltmeisterschaften teil und erreichte im Einzel nach zwei Fehlern Rang 49, ihr bis heute bestes Ergebnis auf Weltcupniveau. In der Saison 2023/24 verbesserte sich die Slowakin zwar auf der Loipe, ließ aber in der Schießquote nach und konnte sich daher in ihren Platzierungen nicht verbessern. Gut schnitt sie bei den Sommerbiathlon-Weltmeisterschaften 2024 ab, wo Remeňová trotz zweier Schießfehler 19. des Sprints wurde. In der Saison 2024/25 war sie Teil zweier erfolgreicher Staffelrennen. Zunächst erreichte sie mit Ema Kapustová, Paulína Bátovská Fialková und Anastasiya Kuzmina in Ruhpolding Platz sieben und damit das erste Top-10-Ergebnis einer slowakischen Frauenstaffel seit dem vorübergehenden Rücktritt Kuzminas im März 2019. Bei den Weltmeisterschaften resultierte der sechste Rang, wobei die Staffel bis kurz vor dem Wechsel von Kuzmina auf Remeňová sogar auf Medaillenkurs lag.
Neben ihrer Karriere als Biathletin startete Remeňová vereinzelt auch im Skilanglauf und erreichte im März 2022 einen Podestplatz im Slavic Cup.

## Persönliches
Mária Remeňová stammt aus Hruštín und hat mit Zuzana eine Zwillingsschwester, die ebenfalls als Biathletin aktiv ist.

## Statistiken

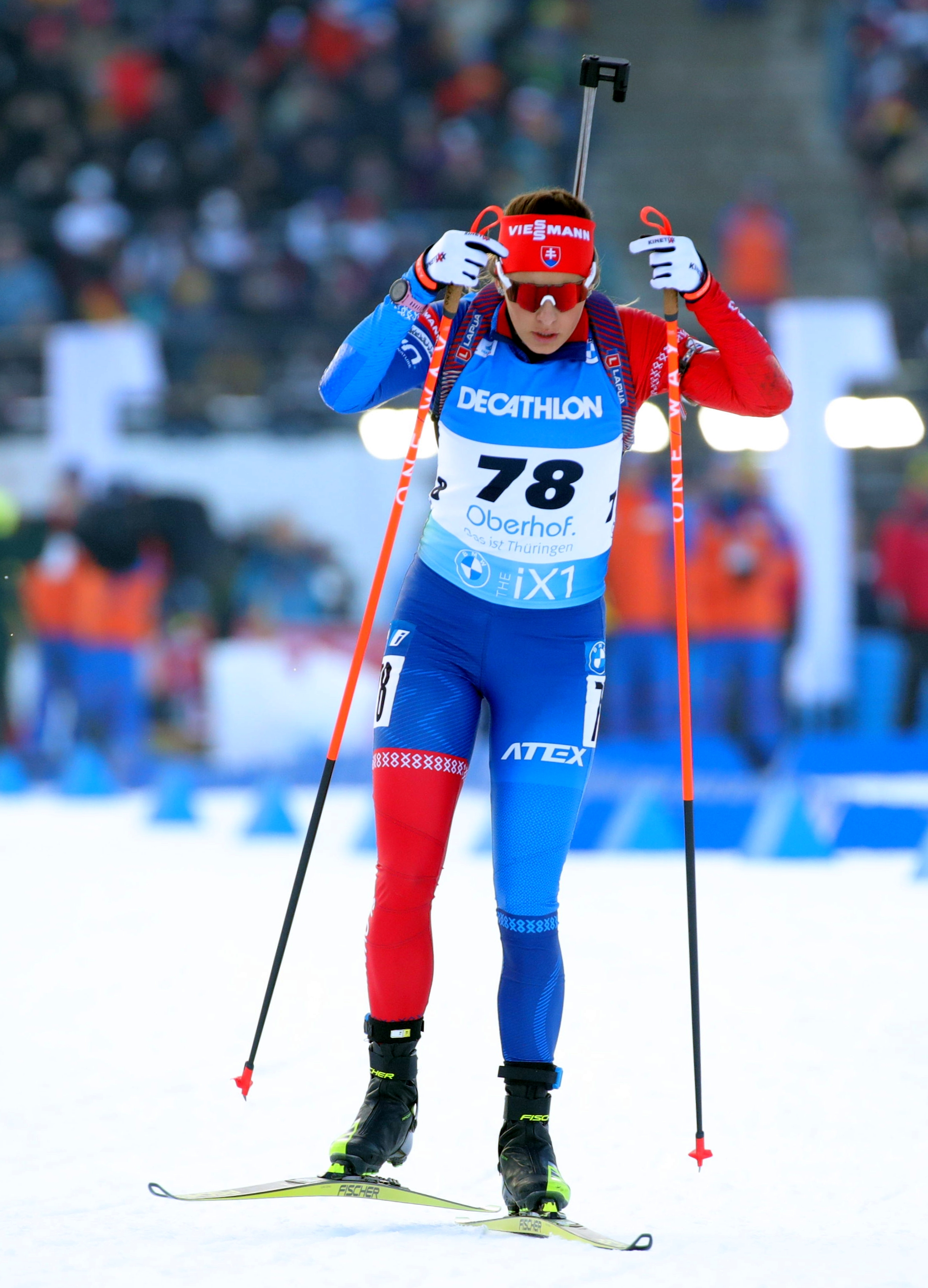
Remeňová während des Sprintrennens bei der WM 2023

### Weltcupplatzierungen
Die Tabelle zeigt alle Platzierungen (je nach Austragungsjahr einschließlich Olympische Spiele und Weltmeisterschaften).
- 1.–3. Platz: Anzahl der Podiumsplatzierungen
- Top 10: Anzahl der Platzierungen unter den ersten zehn (einschließlich Podium)
- Punkteränge: Anzahl der Platzierungen innerhalb der Punkteränge (einschließlich Podium und Top 10)
- Starts: Anzahl gelaufener Rennen in der jeweiligen Disziplin
- Staffel: inklusive Mixed- und Single-Mixed-Staffeln

| Platzierung               | Einzel | Sprint | Verfolgung | Massenstart | Staffel | Gesamt |
| ------------------------- | ------ | ------ | ---------- | ----------- | ------- | ------ |
| 1. Platz                  |        |        |            |             |         |        |
| 2. Platz                  |        |        |            |             |         |        |
| 3. Platz                  |        |        |            |             |         |        |
| Top 10                    |        |        |            |             | 1       | 1      |
| Punkteränge               |        |        |            |             | 26      | 26     |
| Starts                    | 7      | 27     | 4          |             | 26      | 64     |
| Stand: Saisonende 2024/25 |        |        |            |             |         |        |

### Biathlon-Weltmeisterschaften
Ergebnisse bei den Weltmeisterschaften:
| Weltmeisterschaften | Weltmeisterschaften | Einzelwettbewerbe | Einzelwettbewerbe | Einzelwettbewerbe | Einzelwettbewerbe | Staffelwettbewerbe | Staffelwettbewerbe | Staffelwettbewerbe |
| Jahr                | Ort                 | Einzel            | Sprint            | Verfolgung        | Massenstart       | Damenstaffel       | Mixedstaffel       | S.-M.-Staffel      |
| ------------------- | ------------------- | ----------------- | ----------------- | ----------------- | ----------------- | ------------------ | ------------------ | ------------------ |
| 2023                | Oberhof             | 49.               | 70.               | –                 | –                 | –                  | 16.                | 24.                |
| 2024                | Nové Město          | 85.               | 68.               | –                 | –                 | 20.                | 16.                | 22.                |
| 2025                | Lenzerheide         | –                 | –                 | –                 | –                 | 6.                 | –                  | 21.                |

### Jugend-/Juniorenweltmeisterschaften

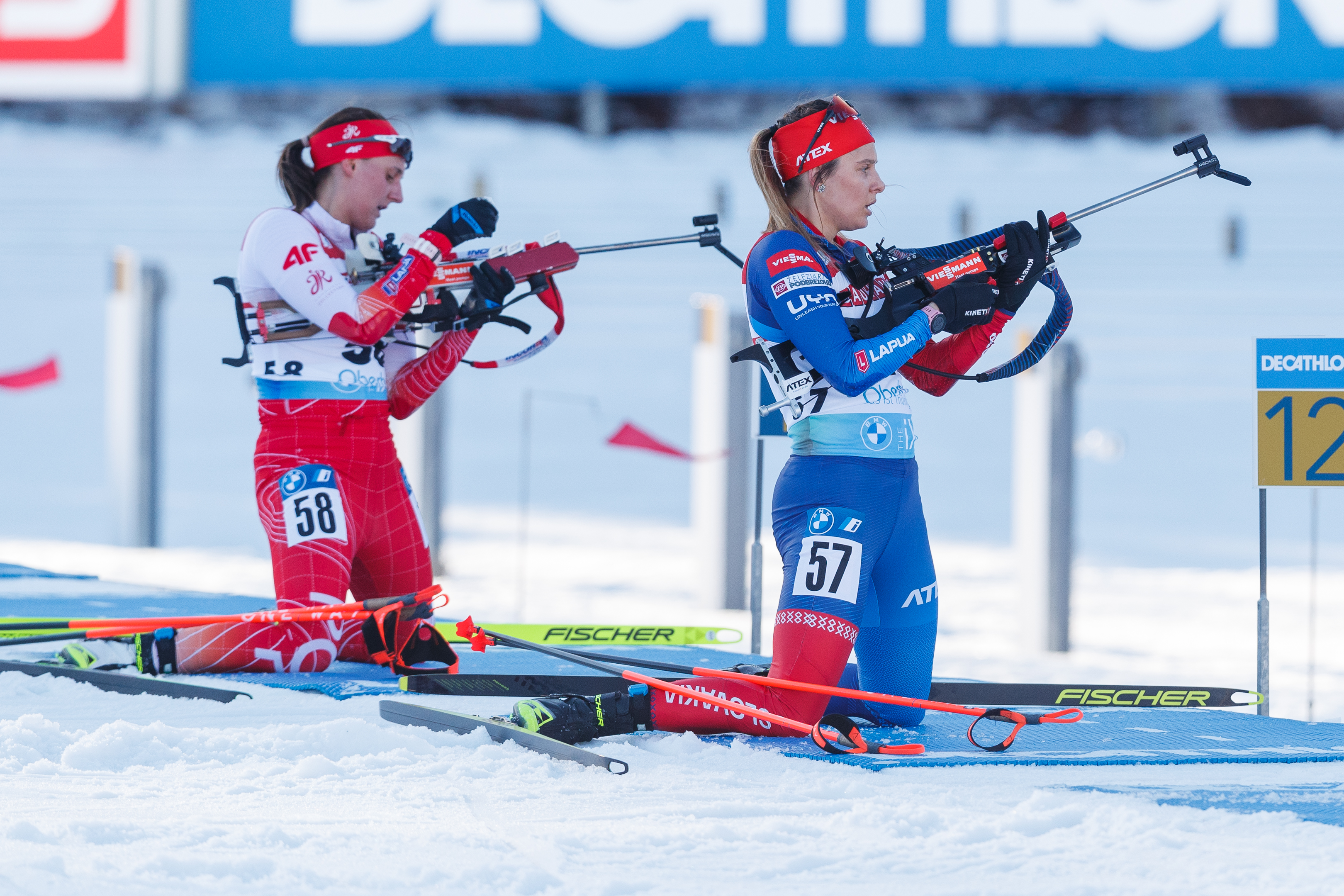
Remeňová bei der Vorbereitung zum Liegendschießen, links Joanna Jakieła

Remeňová nahm bis 2019 an den Jugend-, ab 2020 an den Juniorenwettkämpfen teil.
| Weltmeisterschaften | Weltmeisterschaften | Einzelwettbewerbe | Einzelwettbewerbe | Einzelwettbewerbe | Damenstaffel |
| Jahr                | Ort                 | Einzel            | Sprint            | Verfolgung        | Damenstaffel |
| ------------------- | ------------------- | ----------------- | ----------------- | ----------------- | ------------ |
| 2018                | Otepää              | 53.               | 57.               | 27.               | 15.          |
| 2019                | Osrblie             | 51.               | 60.               | 38.               | 10.          |
| 2020                | Lenzerheide         | 27.               | 46.               | 41.               | 10.          |